# Jaba jezici
Jaba jezici (privatni kod: jaba; Hyam(ij)ski jezici), podskupina sjeverozapadnih plateau jezika iz Nigerije. Obuhvaća 5 jezika od kojih se svi govore u državi kaduna. Prije je u nju bio uključivan i jezik kamantan ili angan [kci], a danas se vodi kao jedan od jugozapadnih plateau jezika, podskupine A.

## Jezici
- Cori ili chori [cry], 1.000 (2004).
- Hyam ili jabba, ham, jeba, hyamhum [jab], 100.000 (1994 UBS).
- Kagoma ili agoma, gwong, gyong, kwong [kdm], 25.400 (2000).
- Shamang [xsh], nepoznat broj govornika
- Zhire [zhi], nepoznat broj govornika

## Vanjske poveznice
- Ethnologue (15th)
- The Hyamic Subgroup